# Романович, Барбара
Барбара Романович (Barbara A. Romanowicz; род. 5 апреля 1950, Сюрен, Франция) — французско-американский геофизик, сейсмолог.
Доктор философии, профессор Калифорнийского университета в Беркли (с 1991 г.) и с 2011 г. Коллеж де Франс, член НАН США (2005) и Французской АН (2013). Директор Berkeley Seismological Laboratory (1991—2011).

## Биография
Изучала математику в Высшей нормальной школе, получила степень доктора философии по геофизике в Университете Парижа 7 (научный рук-ль — Kurt Lambeck).
Также окончила Гарвард (магистр прикладной физики, 1975).
В 1979-1981 годах ассоциат-постдок в MIT.
В 1981-1990 годах исследователь Национального центра научных исследований (CNRS). В те же годы руководила разработкой глобальной сети Geoscope.
С 1991 года профессор Калифорнийского университета в Беркли, в 2002—2006 годах заведующая кафедрой. Одновременно в 1991—2011 годах директор Berkeley Seismological Laboratory.
Соосновательница CIDER (с Adam Dziewonski и др.).
Фелло Американской академии искусств и наук (2001) и Американского геофизического союза (1990), иностранный член Польской АН (2018).
Фелло IUGG (2019).
Опубликовала более 180 работ.
Замужем, дети. Adam Dziewonski называет её самой выдающейся женщиной-сейсмологом после Инге Леманн.

## Награды и отличия
- Prix Paul Doistau-Émile Blutet[нем.] (1989)
- Серебряная медаль Национального центра научных исследований (1992)
- Alfred Wegener Medal[нем.] (1999)
- Beno Gutenberg Medal[нем.] (2003)
- Inge Lehmann Medal[англ.] (2009)[4]
- Miller Professor[англ.], U.C. Berkeley (2010)
- Harry Fielding Reid Medal (2011)[5]
- Emil-Wiechert-Medaille[нем.] (2019)
- Marcus Milling Medal (2019)[6][7]
- William Bowie Medal[англ.] (2019)[8]
- Медаль Волластона Геологического общества Лондона (2020)

- Кавалер ордена Почётного легиона (2008).